# Црква Светих апостола Петра и Павла у Војнеговцу
Црква Светих апостола Петра и Павла у Војнеговцу, насељеном месту на територији града Пирота, православни је храм који припада Епархији нишкој Српске православне цркве.
Црква посвећена Светим апостолима Петру и Павлу налази се испред села, у месту званом Раковица. То је омалена црквица подигнута крајем 19. века. Црква је обновљена на иницијативу мештана 1999. године.